# DMB (film)
DMB (ДМБ) è un film del 2000 diretto da Roman Romanovič Kačanov.

## Trama
Il film racconta di giovani che devono servire nell'esercito, dove li aspettano incredibili avventure.